# Maurice Satineau
Maurice Satineau, né le 18 septembre 1891 à Baie-Mahault, où il est mort le 13 septembre 1960, est un homme politique français.

## Biographie

### Premières années en France
Arrivé en métropole comme mécanicien, il travaille pour le bureau d'hygiène de la Préfecture de police de Paris en 1919 mais on ne sait s'il a vraiment fait des études en 1920-1925 à Paris car il ne mentionne jamais les mêmes diplômes. Les titres qu'il utilise n'existent pas mais ressemblent à des titres existants.
Il fonde en 1919 La Plus grande France, qui ne paraît pas très longtemps. En 1927, il fonde la Dépêche africaine, le journal du Comité de défense de la race noire et plus tard, en Guadeloupe, la Voix du peuple mais mène en parallèle à Paris une vie d'escroc, multipliant les plaintes contre lui pour chèques sans provision, ou fausses actions, etc. Il est le fondateur de la Société agricole et commerciale africaine (SACA), pour laquelle il est condamné à Paris, par défaut et en première instance, à 18 mois de prison et 500 francs d’amende avant de voir sa peine considérablement réduite en 1936.

### Député de la Guadeloupe
Député de la Guadeloupe de 1936 à 1940, il se spécialise dans les questions maritimes. Le 10 juillet 1940, il vote les pleins pouvoirs au maréchal Pétain. Installé à Vichy, il organise, pour 20 000 francs par personne, l'évasion de Juifs avec l'idée de les orienter vers les Antilles et entretient des liens mal définis avec des mouvements de résistance dans le Sud. Il demeure certain qu'il n'a jamais combattu mais il est clairement impliqué dans des affaires de faux papiers et de financement. Il est arrêté par les Allemands à la frontière espagnole, interné au château du Hâ puis relâché. On le retrouve à proximité des combats de la libération de Paris en août 1944 mais il n'y prend pas part. Malgré l'exploitation de cette ambiguïté, il peine à reprendre pied en Guadeloupe. Relevé par le Jury d'honneur, il retourne à la vie politique pour la durée de la Quatrième République. Ce qu'il fit ou pas de l'argent de familles juives marseillaises fut un sujet de polémique en Guadeloupe dans les années 1950 mais une partie des rumeurs à ce sujet sont fausses. Si Satineau ne profita pas de l'argent de la biscuiterie de Julius De Vries, il dénonça bien au Commissariat aux questions juives une manœuvre de De Vries et d'un certain Louis Bret pour faire transférer l'argent du premier sur le compte du second afin d'échapper aux mesures d'aryanisation. Satineau écrivit ainsi au Commissariat aux questions juives en avril 1942 pour protester contre la manœuvre et réclamer la nomination rapide d'un administrateur provisoire :

« Je viens d’apprendre, que sur des demandes faites au Bureau du Commissariat Général à Marseille, par MM. De VRIES et BRET, l’entrée en fonction de l’administrateur a été renvoyée à une date ultérieure, et cela pour permettre aux intéressés de falsifier leur comptabilité et d’écouler les stocks de marchandise qu’ils fabriquent journellement. 
Je crois devoir porter ces faits à votre connaissance, en vous priant de donner des instructions à vos bureaux de Marseille, pour que l’administrateur provisoire, exerce immédiatement ses fonctions. »

Le courrier visait à défendre Anne Pagès, associée informelle de la biscuiterie De Vries qui s'inquiétait de reprendre ses parts. Satineau passa ainsi pour son avocat jusqu'en janvier 1944. De Vries fut arrêté en 1942, peu après la lettre de Satineau. De Vries continua d'être destinataire des courriers du CGQJ. On le déporta en mars 1943 à Maïdanek où il fut assassiné dès son arrivée. L'un des administrateurs mentionna dans une lettre au CGQJ la couleur de peau de Satineau et celle de sa pseudo-cliente Anne Pagès, Sénégalaise épouse d'un réfugié allemand, Kurt Bangemann, dont il mettait en doute la qualité d'aryen. La remarque était sans doute destinée à amener Darquier « de Pellepoix », nouveau Commissaire général aux questions juives, à clarifier la situation en évinçant certaines des parties pour motif racial. On sait en effet que Darquier avait évincé un Guadeloupéen du commissariat aux questions juives dont il souhaitait aryaniser l'ensemble du personnel, qui excluait les juifs mais pouvait compter des originaires des vieilles colonies. Les contacts de Satineau avec le Commissariat général aux questions juives se poursuivirent à Marseille jusqu'en janvier 1944, après que Satineau eut été libéré du Fort du Hâ. Satineau fut incapable de prouver après-guerre son implication dans une résistance marseillaise à qui il était inconnu. Il ne se réclama que des témoignages d'individus déportés mais produisit une attestation d'aide signée d'Élizabeth  De Vries, épouse de Julius de Vries, alors qu'elle ignorait encore le décès de son époux en 1943. Elle ne récupéra que 10 % des fonds, le reste s'étant principalement envolé avec Louis Lebret qui, interdit bancaire et interdit de gestion, avait placé les fonds De Vries sur un compte au nom de son fils prisonnier dans un stalag avant de disparaître de Marseille. Anne Pagès-Bangemann ne récupéra rien et son mari fut interné puis déporté. Elle-même ne put se rendre dans la famille de son mari aux États-Unis du fait de sa couleur de peau.

### Conseiller de la République
Maurice Satineau est élu le 7 novembre 1948 lors des élections sénatoriales où il est en seconde position sur la liste du RPF menée par Eugénie Éboué-Tell. Il siège alors au sein du groupe de l'Action Démocratique et Républicaine dont il démissionne le 11 janvier 1949 pour rejoindre le Groupe du Rassemblement des gauches républicaines et de la gauche démocratique. Lors des élections sénatoriales de 1952, il est à la tête d'une liste de « Rassemblement républicain » qui obtient les deux sièges à pouvoir. Il ne participe pas au vote sur les pleins pouvoirs du général de Gaulle en 1958. Lors des élections sénatoriales de 1958 il est battu d'une voix par Lucien Bernier, candidat de la Gauche guadeloupéenne. Il meurt à Paris le 13 septembre 1960.
Il est nommé secrétaire du Conseil de la République le 3 octobre 1957.

## Mémoire et postérité
Le cas de Satineau pose problème à la mémoire. Il existe ainsi depuis 1979, dans la commune de Baie-Mahault, un « collège Maurice Satineau », baptisé ainsi du temps du maire Édouard Chammougon et de son épouse, alors enseignante de lettres dans le dit collège.
La pièce la plus embarrassante pour la mémoire est sans doute la lettre d'avril 1942 où Satineau croit devoir porter à la connaissance du CGQJ qu'une manœuvre est en cours pour échapper à l'aryanisation. Satineau n'y fait pas plus de cas de Julius De Vries, victime des lois raciales que de Louis Bret, escroc qui profite de son malheur. L'autre élément est qu'il a bien proposé jusqu'en 1942 des projets aux différents secrétariats d'État du gouvernement de Vichy.

### Sources
- CHATHUANT (Dominique), « Un résistant ? Maurice Satineau : un parlementaire colonial dans la tourmente (1940-1945)», Outre-mers, revue d'histoire, no 386-387, juin 2015, p. 130-144.
- CHATHUANT (Dominique), « D'une République à l'autre : ascension et survie politique de Maurice Satineau (1891-1945)», Bulletin de la Société d'histoire de la Guadeloupe, no 178, septembre-décembre 2017, p. 9-85.
- JENNINGS (Eric T.), Escape from Vichy. The Refugee Exodus to the French Caribbean, Harvard University Press, 2018, 320 p.
- JENNINGS (Eric T.),« The Best Avenue of Escape. The French Caribbean Route as Expulsion, Rescue, Trial and Encounter », French Politics, Culture & & Society, vol. 30, no 2, Été 2012, p. 33-52.
- JENNINGS (Eric T.), « Last Exit from Vichy France: The Martinique Escape Route and the Ambiguities of Emigration », The Journal of Modern History, vol. 74, 2002, p. 289-324.
- JOLLY (Jean) (dir.), Dictionnaire des parlementaires français, Presses universitaires de France [souvent faux et manipulé par les intéressés].
- JOLY (Laurent), L’antisémitisme de bureau, Grasset, 2011, p. 247-278.
- SEMPAIRE-ÉTIENNE (Éliane), Sainte-Anne. 50 ans d'élections 1934-1984, 1999, Pointe-à-Pitre, Jasor, 1999, 441 p.
- WIEVIORKA (Olivier), Les orphelins de la République, destinées des députés et sénateurs français (1940-1945), Le Seuil, 2001, 459 p.

### Conférences
- CHATHUANT (Dominique), «Satineau, Bérenger et Candace, orphelins de la République (1940-1945)», lundi 5 mars 2018, 18:30-21:00, Archives départementales de la Guadeloupe, Bisdary, Gourbeyre.

### Vulgarisation
- CHATHUANT (Dominique), « Maurice Satineau : de la délinquance au Palais-Bourbon (1)», Le Mag (France-Antilles-Guadeloupe), 24 février-2 mars 2018, p. 70-71.
- CHATHUANT (Dominique), « La guerre de Maurice Satineau (2)», Le Mag (France-Antilles-Guadeloupe), 3 mars-9 mars 2018, p. 70-71.
- (F.) J. « Quel rôle Satineau, Candace et Bérenger ont-ils joué pendant la Seconde Guerre mondiale ?», France-Antilles, édition de Guadeloupe, vendredi 9 mars 2018, p. 13.